# Heinz Bäcker (Rechtswissenschaftler)
Heinz Bäcker (* 21. Mai 1925 in Chemnitz; † 8. Juli 1995 in Dresden) war ein deutscher Rechtswissenschaftler, der sich vorrangig mit dem Postrecht der DDR beschäftigt hat.

## Leben
„Bäckers Leidenschaft galt zeitlebens der Post.“ Nach Beendigung der Volksschule absolvierte er in seiner Heimatstadt bis 1941 eine Ausbildung bei der Reichspost. Anschließend wurde er Hilfspostschaffner im Vorbereitungsdienst und sollte die Postoberschule in Heidelberg besuchen. Indessen wurde Bäcker 1943 zum Reichsarbeitsdienst einberufen. Im Juli 1945 kehrte er nach Chemnitz zurück und nahm seine Tätigkeit bei der Post wieder auf, wo er zum Leiter eines Zweigpostamtes aufstieg. Außerdem erreichte Bäcker nach Besuch eines Vorbereitungslehrgangs die Hochschulreife.
1947 begann Bäcker ein Jurastudium in Leipzig, das Referendarexamen bestand er 1950. Bäcker wurde nun Hauptsachbearbeiter im Hauptreferat Recht des Ministeriums für Post- und Fernmeldewesen der DDR, später Ober- und dann Hauptreferent. Er begann, Vorlesungen an der Fachschule für Post- und Fernmeldewesen in Leipzig zu halten und in der Zeitschrift Die deutsche Post zu publizieren. 1958 übernahm er eine Dozentur für Post- und Fernmelderecht an der Hochschule für Verkehrswesen in Dresden, ab 1961 war er persönlicher Referent des Hochschulrektors. Seine Dissertation zum strafrechtlichen Schutz des Nachrichtenverkehrs stellte Bäcker 1963 fertig, seine darin unterbreiteten Vorschläge wurden nach eigenen Angaben bei der Schaffung des neuen Strafgesetzbuchs der DDR „fast vollständig“ berücksichtigt. 1961 erfolgte die Ernennung zum Dozenten. 1969 wechselte Bäcker auf eigenen Wunsch nach Berlin zum Institut für sozialistische Wirtschaftsführung des Post- und Fernmeldewesens, wo er die Leitung des Wissenschaftsgebiets Recht übernahm. Ab 1969 konnte Bäcker den Titel „Honorardozent“ führen, höhere akademische Weihen erhielt er – trotz Fürsprache des DDR-Postministers Rudolph Schulze – nicht mehr. Zum 1. September 1990 wurde Bäcker in den Ruhestand verabschiedet.
Der Rostocker Rechtshistoriker Benjamin Lahusen würdigt Bäckers Schaffen mit folgenden Worten: „Ein Leben für die Post, das bei aller Flüchtigkeit die Grenzen zwischen Praxis und Theorie so selbstverständlich überwand, wie man es bei einem Juristen, die doch ihrem Wesen nach inbrünstige Buchstabenmenschen sind, kaum einmal antrifft.“
Bäcker, ursprünglich konfessionell geprägt, wurde während des Studiums „sozialistisch geläutert“. 1953 trat er aus der Kirche aus, 1955 in die SED ein. Bäcker heiratete 1949.

## Werke (Auswahl)
- Der strafrechtliche Schutz des Nachrichtenverkehrs. Ein Beitrag zur Strafgesetzgebung der Deutschen Demokratischen Republik. Institut für Post- und Fernmeldewesen, Berlin 1965
- Die Anwendung des sozialistischen Wirtschaftsrechts zur Sicherung einer hohen Effektivität im Post- und Fernmeldewesen. Institut für sozialistische Wirtschaftsführung des Post- und Fernmeldewesens, Berlin 1970
- Grundriß des Post- und Fernmelderechts der Deutschen Demokratischen Republik. 2. Auflage. Institut für sozialistische Wirtschaftsführung des Post- und Fernmeldewesens, Berlin 1975 (gemeinsam mit Johanna Blaudszun)
- Post- und Fernmelderecht. 2. Auflage. Transpress Verlag, Berlin 1983 (als Leiter des Autorenkollektivs)